# باتريشيا لويس
باتريشيا لويس (بالإنجليزية: Patricia Lewis)‏ هي ممثلة جنوب أفريقية، ولدت في 22 سبتمبر 1967 في خاوتينغ في جنوب أفريقيا.

## وصلات خارجية
- باتريشيا لويس على موقع IMDb (الإنجليزية)
- باتريشيا لويس على موقع ميوزك برينز (الإنجليزية)